# Невідомі ЕР (альбом)
Невідомі ЕР — дебютний альбом львівського реп-гурту «Глава 94» випущений у серпні 2011 року у форматі інтернет видання.